# Uwe Brock
Uwe Brock (* 27. Juli 1960) ist ein ehemaliger deutscher Fußballspieler.
Der Abwehrspieler kam aus der Jugend von Rot-Weiß Oberhausen in die erste Mannschaft, die 1979/80 in der 2. Bundesliga spielte. Sein Zweitligadebüt gab er am 21. August 1979 im Auswärtsspiel vor 10.000 Zuschauern beim DSC Wanne-Eickel (1:3), als er in der 85. Minute für Helmut Buhsfeld eingewechselt wurde. Den ersten Sieg im RWO-Trikot konnte er am folgenden Spieltag feiern. Nach seiner Einwechslung für Werner Wildhagen gewann Oberhausen vor 8000 Zuschauern mit 1:0 gegen Arminia Bielefeld. Von 1979 bis 1981 absolvierte Uwe Brock insgesamt 18 Spiele in der Zweiten Liga und musste mit dem Verein 1981, mit Einführung der eingleisigen 2. Bundesliga, als Tabellen-14. wieder in die Oberliga Nordrhein absteigen. In seinem ersten Oberligajahr kam Brock auf 22 Einsätze. In der Saison 1982/83 wurde RWO Meister, unter Neu-Trainer Friedel Elting machte Brock jedoch nur ein Spiel. Nachdem der Abwehrspieler 1983/84 auch nicht mehr für den Zweitligakader berücksichtigt worden war, wechselte er zurück in die Oberliga Nordrhein zu Olympia Bocholt.